# Troisième bureau
 (avril 2012).
Si vous disposez d'ouvrages ou d'articles de référence ou si vous connaissez des sites web de qualité traitant du thème abordé ici, merci de compléter l'article en donnant les références utiles à sa vérifiabilité et en les liant à la section « Notes et références ».
Troisième Bureau, créé en 2000 à Grenoble en France, est un collectif d'artistes travaillant dans le domaine du théâtre contemporain. 
Il s'agit  d'une association loi de 1901, subventionnée par ministère de la Culture et de la Communication, la Drac Rhône-Alpes, la Ville de Grenoble, le Département de l’Isère, la Région Rhône-Alpes, le Centre national du livre, le Rectorat de l’Académie de Grenoble et a le soutien de la Société des auteurs et compositeurs dramatiques.

## Missions
Troisième Bureau réunit comédiens, auteurs, metteurs en scène, professionnels du livre, universitaires, œuvre depuis plusieurs années à une diffusion “critique” des écritures théâtrales d’aujourd’hui.
Le collectif lit chaque saison plus d’une centaine de pièces, en lien avec la thématique de travail, collectées auprès des auteurs, des traducteurs et des lieux ressources. Les textes sont lus par deux lecteurs et discutés. Tout avis positif sur un texte entraîne sa mise en relecture par au moins trois nouveaux lecteurs. C’est le collectif qui choisit les textes mis en lecture publique au café, au festival Regards croisés ou dans les manifestations partenaires, ainsi que les textes travaillés dans les différents ateliers.

## Activités

### Regards Croisés
Le Festival “Regards croisés sur les nouvelles dramaturgies” créé au printemps 2001 et successivement consacré aux dramaturges autrichiens, français, algériens, irlandais, bosniaques, croates, macédoniens, serbes, roumains, puis aux thématiques de l’exil, des murs,  la désertion, la catastrophe joyeuse, L’Europe dans tous ses états + Francophonie, et en 2012 Par où commencer vient relayer en fin de saison un travail de recherche, d’ateliers, de partenariats et de lectures publiques effectué par le collectif tout au long de l’année.
Le festival dure une semaine, pendant de laquelle Troisième Bureau organise des lectures publiques des pièces du théâtre contemporain, mises en voix par les comédiens.Il invite des auteurs de qui les textes sont sélectionnés pour le festival et des traducteurs pour partager leurs œuvres avec le public.

### Les rendez-vous de lecture
Hormis Regards Croisés, Troisième Bureau organise 4 ou 5 lectures publiques durant une saison. Les lectures ont lieu au Café restaurant La Frise 150, cours Berriat à Grenoble à la fin du mois et souvent suivie par une rencontre des auteurs.

### Les ateliers
Troisième Bureau anime des ateliers de lecture, d'écriture et de dramaturgie, dont quelques-uns sont destinés aux élèves et d'autres au grand public. 

## Centre de ressources
Dès 2002, en accompagnement des actions artistiques destinées à faire découvrir les nouvelles dramaturgies tant auprès des publics que des professionnels, Troisième Bureau a mis en place un centre de ressources des écritures théâtrales contemporaines.
Avec des apports de la Maison Antoine Vitez, du Centre international de la Traduction théâtrale, d'Aneth, du Théâtre Ouvert, de l'Atelier européen de traduction, de la Maison d'Europe et d'Orient, de la Comédie de Saint-Étienne, de la Comédie de Valence…, il a pu constituer au fil des ans un fonds riche d’environ 3 000 textes, notamment de manuscrits rares, dans une parfaite complémentarité avec l’offre plus « médiatique » des bibliothèques publiques.
En 2008, avec le soutien de la Ville de Grenoble et des services municipaux, dans le cadre réaménagé d’une nouvelle salle de lecture et la possibilité de consulter la base de données en ligne, le Centre de ressources de Troisième bureau offre au public en libre consultation l’ensemble des documents – pièces, revues, ouvrages spécialisés. Le fonds du centre de ressources des écritures théâtrales contemporaines est maintenant consultable sur le réseau des bibliothèques de Grenoble en tant que bibliothèque associée.